# Mathias Klaschka
Mathias Klaschka (* 14. März 1970 in Uelzen) ist ein deutscher Drehbuchautor.

## Leben
Nach seinem Abitur zog Mathias Klaschka nach Hamburg, wo er seinen Zivildienst auf der psychiatrischen Station des Uniklinikums Eppendorf leistete. Danach begann er sein Studium der Amerikanistik und Theaterwissenschaften. Währenddessen war er als Schauspieler der freien Theatergruppe „Stäitsch“ tätig. Zusammen mit dem Drehbuchautoren und Filmregisseur Karsten Laske schrieb er das Drehbuch zu dem von Dmitri Astrakhan inszenierten Film Apokalypse 99 – Anatomie eines Amokläufers. Seitdem war Klaschka ausschließlich für das deutsche Fernsehen tätig, konzipierte TV-Reihen wie Mordkommission Istanbul, Lena Lorenz und Kommissarin Heller und schrieb die Drehbücher zu Romanverfilmungen wie Schaumküsse und Ein Sommer auf Sylt.

## Filmografie (Auswahl)
- 2000: Apokalypse 99 – Anatomie eines Amokläufers
- 2003: Rotlicht – Im Dickicht der Großstadt
- 2004: Liebe ist die beste Medizin
- 2005: Suche Mann für meine Frau
- 2006: Lieben und Töten
- 2007: Für immer Afrika
- 2008: 1:0 für das Glück
- 2008: Zwei Herzen und ein Edelweiß
- 2009: Die Landärztin – Schleichendes Gift
- 2009: Schaumküsse
- 2010: Ein Sommer auf Sylt
- 2010: Zurück zum Glück
- 2011: Toni Costa – Kommissar auf Ibiza: Der rote Regen
- 2011: Im Fluss des Lebens
- 2011: Mordkommission Istanbul – Der Preis des Lebens
- 2012: Mordkommission Istanbul: Blutsbande
- 2012: Mein verrücktes Jahr in Bangkok
- 2013: Harry nervt
- 2013: Die Landärztin – Entscheidung des Herzens
- 2013: Mordkommission Istanbul – Stummer Zeuge
- 2013: Bella und der Feigenbaum
- seit 2014: Kommissarin Heller
  - 2014: Tod am Weiher
  - 2014: Der Beutegänger
  - 2015: Querschläger
  - 2015: Schattenriss
  - 2017: Verdeckte Spuren
  - 2018: Vorsehung
  - 2019: Herzversagen
  - 2021: Panik
- 2015: Tief durchatmen, die Familie kommt
- 2015: Lena Lorenz: Willkommen im Leben
- 2015: Lena Lorenz: Zurück ins Leben
- 2016: Dresden Mord – Nachtgestalten
- 2016: Von Erholung war nie die Rede
- seit 2016 Solo für Weiss
  - 2016: Das verschwundene Mädchen
  - 2016: Die Wahrheit hat viele Gesichter
  - 2018: Es ist nicht vorbei
  - 2019: Für immer Schweigen
  - 2021: Das letzte Opfer
  - 2022: Todesengel
  - 2023: Liebeswut
- 2016: Neben der Spur – Todeswunsch
- 2017: Neben der Spur – Dein Wille geschehe
- 2018: Neben der Spur – Sag, es tut dir leid
- 2019: Der Anfang von etwas
- 2020: Neben der Spur – Erlöse mich
- 2021: Mona & Marie - Eine etwas andere Weihnachtsgeschichte (Fernsehfilm)
- 2022: Der Bozen-Krimi – Familienehre (Fernsehreihe)
- 2023: Mona & Marie - Ein etwas anderer Geburtstag (Fernsehfilm)
- 2023: Der Bozen-Krimi – Weichende Erben (Fernsehreihe)
- 2024: Der Bozen-Krimi – Mein ist die Rache (Fernsehreihe)